# Викиликс
Викиликс (енгл. WikiLeaks) је међународна непрофитна медијска организација која објављује на други начин недоступне материјале од анонимних извора. Њен веб-сајт, покренут 2006. на Исланду води Саншајн прес. Од настанка сајта, Викиликс тврди да има базу података која је нарасла на више од 10 милиона докумената до 2015. године. Џулијан Асанж, аустралијски интернет активиста, генерално се описује као његов оснивач и директор. Од септембра 2018. године Кристин Храфнсон је био главни уредник. Иако користи вики технологију, сајт Викиликс је независан од Википедије и других Викимедијиних пројеката.
Група је објавила бројне проминентне сетове докумената. Рана издања обухватала су документацију о трошковима опреме и залихама у авганистанском рату, извештај о истрази корупције у Кенији, и приручник о оперативним процедурамаа за амерички затвор у заливу Гвантанамо, Куба. У априлу 2010. Викиликс је објавио снимке колатералног убиства током ваздушног напада Багдада 12. јула 2007. године у којем су међу убијенима и ирачки новинари Ројтерса. Друга издања у 2010. години укључују Авганистански ратни дневник и „Ирачке ратне дневнике”. Ово последње издање омогућило је мапирање 109.032 смртних случајева у „значајним“ нападима побуњеника у Ираку који су пријављени Вишенационалним снагама Ирака, укључујући око 15.000 који нису претходно објављени. Године 2010, Викиликс је такође објавио дипломатске „кабловске“ поруке америчког Стејт департмента, класификовани материјал који је послат америчком Стејт департменту. У априлу 2011. Викиликс је почео да објављује 779 тајних досијеа који се односе на затворенике заточене у логору у заливу Гуантанамо. Године 2012, Викиликс је објавио „Сиријске датотеке“, преко два милиона имејлова које су послали сиријски политичари, корпорације и владина министарства. Године 2015, Викиликс је објавио саудијско-арабијске дипломатске поверљиве поруке, који детаљно описују шпијунирање америчке Националне безбедносне организације узастопних француских председника, и поглавље о интелектуалној својини Транс-пацифичког партнерства, контроверзног међународног трговинског споразума о којем је преговарано у тајности.
Током Америчке председничке предизборне кампање 2016. године Викиликс је објавио е-пошту и друге документе Демократског националног комитета и менаџера кампање Хилари Клинтон, Џона Подесте, показујући да је национални комитет странке фаворизовао Хилари Клинтон у односу на њеног супарника Бернија Сандерса на примарним изборима. Ова издања нанела су значајну штету Клинтоновој кампањи, и приписана су као потенцијални фактор који је допринео њеном неуспеху. Америчка обавештајна заједница изразила је „велико поверење” да је процурелу е-пошту Русија хаковала и доставила је Викиликсу. Викиликс је изјавио да извор докумената није била Русија или било која друга држава. Током кампање, Викиликс је промовисао теорије завере о Хилари Клинтон и Демократској странци.
Годин 2016, Викиликс је објавио скоро 300.000 имејлова за које је описано да долазе из турске владајуће Партије правде и развоја, а касније је утврђено да су преузети из јавних поштанских архива, и преко 50.000 имејлова од турског министарства енергетике. Године 2017, Викиликс је објавио унутрашње документе агенције CIA који описују алате које агенција користи за хаковање уређаја, укључујући мобилне телефоне и рутере.

Викиликс је критикован због одсуство узбуњивања или критике Русије, и због критиковања Панамских папира којима су изложени компаније и појединци са иностраним банкарским рачунима. Организација је додатно критикована због неадекватне обраде њеног садржаја и кршења личне приватности појединаца. Викиликс је, на пример, открио бројеве социјалног осигурања, медицинске информације, бројеве кредитних картица и детаље покушаја самоубиства.

## Корен и порекло речи (етимологија)
Назив Викиликс је сложеница од речи „вики“ (енгл. wiki — вики софтвер), и „ликс“ (енгл. leaks — оно што је процурило, у овом контексту информације које су процуриле). Овим називом се на енглеском језику асоцира да се ради о врсти вики сајта која објављује информације које су „процуриле“.